# شادو هاوس
شادوز هاوس أو «منزل الظلال» (باليابانية: シャドーハウス، بالروماجي: Shadō Hausu)، سلسلة مانغا يابانية من تأليف ورسوم ثنائي «سوماتو»، بدأت بالصدور في مجلة يونغ جمب الأسبوعية عن دار نشر شوئيشا في سبتمبر 2018، وحتى نوفمبر 2021 سيكون قد صدر لها 9 مجلدات تانكوبون.
حصلت المانغا على مسلسل أنمي تلفزيوني من إنتاج ستوديو كلوفر ووركس، عرض الموسم الأول منه على التلفزيون الياباني بين 11 أبريل و4 يوليو 2021، بينما سيعرض الموسم الثاني خلال عام 2022.

## القصة
في قصر فخم ومظلم، يعيش أفراد عائلة الظل الذين لا ملامح لديهم سوى السواد، يحصل كل فرد منهم على دمى حيّة بملامح تمثل ملامح مالكها لتعمل على خدمته وتنظيف السخام الذي ينبعث منه بإستمرار، تبدأ القصة بالدمية إيميليكو التي تسعد بخدمة مالكتها كيتُ، عندما يتقاربان مع بعضهما أكثر تقومان بإكتشاف بعد الأسرار المظلمة حول المنزل.

## الشخصيات

### الدمى الحية
إيميليكو (エミリコ، Emiriko)
أداء صوتي: يو ساساهارا [الإنجليزية]
لوو (ルウ، Rū)
أداء صوتي: أياني ساكورا
شاون (ショーン، Shōn)
أداء صوتي: كوداي ساكاي
ريكي (リッキー، Rikkī)
أداء صوتي: ريجي كاواشيما
رام (ラム، Ramu)
أداء صوتي: شينو شيموجي [الإنجليزية]
سارا (サラ، Sara)
أداء صوتي: ساوري أونيشي
روزماري (ローズマリー، Rōzumarī)
أداء صوتي: ماي ناكاهارا
باربارا (バーバラ، Bābara)
أداء صوتي: ريي كوغيميا

### عائلة شادو
كيتُ شادو (ケイト・シャドー، Keito Shadō)
أداء صوتي: أكاري كيتو
لويس (ルイーズ، Ruīzu)
أداء صوتي: أياني ساكورا
جون (ジョン، Jon)
أداء صوتي: كوداي ساكاي
باتريك (パトリック، Patorikku)
أداء صوتي: ريجي كاواشيما
شيرلي (シャーリー، Shārī)
أداء صوتي: شينو شيموجي
ميا (ミア، Mia)
أداء صوتي: ساوري أونيشي
ماريروز (マリーローズ، Marīrōzu)
أداء صوتي: ماي ناكاهارا
باربي (バービー، Bābī)
أداء صوتي: ريه كوغيميا
رايان (ライアン، Raian)
أداء صوتي: دايسكي كيشيو
دوروثي (ドロシー، Doroshī)
أداء صوتي: يوكو هيكاسا
جوزيف (ジョゼフ، Jozefu)
أداء صوتي: كينتا مياكي
صوفي (ソフィ، Sofi)
أداء صوتي: يوميري هاناموري

### شخصيات أخرى
إيدوارد (エドワード، Edowādo)
أداء صوتي: واتارو هاتانو

## إعلام

### مانغا
شادوز هاوس مانغا يابانية من تأليف وكتابة ورسوم الثنائي «سوماتو»، صدر الفصل الأول منها يوم 6 سبتمبر 2018 في مجلة يونغ جمب الإسبوعية التي تصدر عن دار نشر شوئيشا، يتم تجميع فصولها لتصدر مطبوعة بشكل مجلدات تانكوبون، المجلد الأول لها نُشر في 18 يناير 2019، وحتى نوفمبر 2021 سيكون لها 9 مجلدات منشورة.

#### قائمة مجلدات المانغا
| م. | تاريخ الإصدار  | ردمك                   |
| -- | -------------- | ---------------------- |
| 1  | 18 يناير 2019  | ISBN 978-4-08-891184-7 |
| 2  | 17 مايو 2019   | ISBN 978-4-08-891266-0 |
| 3  | 19 سبتمبر 2019 | ISBN 978-4-08-891266-0 |
| 4  | 19 فبراير 2020 | ISBN 978-4-08-891461-9 |
| 5  | 19 يونيو 2020  | ISBN 978-4-08-891545-6 |
| 6  | 16 أكتوبر 2020 | ISBN 978-4-08-891713-9 |
| 7  | 18 مارس 2021   | ISBN 978-4-08-891819-8 |
| 8  | 18 يونيو 2021  | ISBN 978-4-08-892008-5 |
| 9  | 19 نوفمبر 2021 | ISBN 978-4-08-892139-6 |

### أنمي
في شهر أكتوبر 2020، أعلن في المجلد السادس من المانغا عن العمل على إنتاج أنمي تلفزيوني لها في ستوديو كلوفر وركس، من إخراج «كازوكي أوهاشي» وكتابة «توشيا أونو»، و«تشيزوكو كوساكابي» في تصميم الشخصيات، الموسيقى من ألحان «كينيتشيرو سويهيرو»، أغنية النهاية بعنوان «ناي ناي» ستكون من أداء ريونا [الإنجليزية].
بدأ بث الموسم الأول من الأنمي يوم 11 أبريل وإنتهى يوم 4 يوليو 2021، عرض على محطة طوكيو إم-إكس والمحطات اليابانية الأخرى. أعلن في 11 سبتمبر 2021 عن حصول الأنمي على موسم ثاني من أداء نفس طاقم العمل والإنتاج سيعرض في 2022.

#### قائمة الحلقات
| ر. الإجمالي | العنوان              | العنوان الياباني                                       | المخرج                   | الكاتب        | تاريخ العرض الأصلي |
| ----------- | -------------------- | ------------------------------------------------------ | ------------------------ | ------------- | ------------------ |
| 1           | «الظل ودميتها الحية» | シャドーと生き人形 (Shadō to Iki Ningyō)               | كازوكي أوهاشي            | توشيا أونو    | 11 أبريل 2021      |
| 2           | «خارج الغرفة»        | 部屋の外には (Heya no Soto ni wa)                      | هاياتو ساكاي             | موموكا تويودا | 18 أبريل 2021      |
| 3           | «مرض السخام»         | すすによる病 (Susu ni Yoru Yamai)                      | تاكاشي ساكوما            | يوجي أونيشي   | 25 أبريل 2021      |
| 4           | «مراقبين ليلاً»       | 深夜の見回り (Shin'ya no Mimawari)                     | جون تاكاهاشي             | رينو يامازاكي | 2 مايو 2021        |
| 5           | «ظهور أول»           | お披露目 (Ohirome)                                     | يوشيهيرو سوغاي           | توشيا أونو    | 9 مايو 2021        |
| 6           | «متاهة الحديقة»      | 庭園迷路 (Teien Meiro)                                 | هيرومي تاناكا            | موموكا تويودا | 16 مايو 2021       |
| 7           | «خريطة غير كاملة»    | 不完全な地図 (Fukanzen na Chizu)                       | تاكيرو أوغيوارا          | يوجي أونيشي   | 23 مايو 2021       |
| 8           | «على راحة اليد»      | 手のひらの上 (Te no Hira no Ue)                        | كين سانوما               | رينو يامازاكي | 30 مايو 2021       |
| 9           | «قفص العصفور وزهرة»  | 鳥籠と花 (Torikago to Hana)                            | تاكاشي ساكوما            | توشيا أونو    | 6 يونيو 2021       |
| 10          | «الثنائي الأخير»     | 最後の一対 (Saigo no Ittsui)                           | تازومي موكاي-ياما        | توشيا أونو    | 13 يونيو 2021      |
| 11          | «مشروب أسود»         | 黒い飲み物 (Kuroi Nomimono)                            | يوما سوزوكي              | توشيا أونو    | 20 يونيو 2021      |
| 12          | «إلى جناح الجد»      | おじい様と共にある棟へ (Ojii-sama to Tomo ni Aru Tō e) | هاياتو ساكاي             | يوجين أونيشي  | 27 يونيو 2021      |
| 13          | «من أجل عائلة شادو»  | シャドー家のために (Shadō-ke no Tame ni)               | كازوكي أوهاشي يوي إيكاري | توشيا أونو    | 4 يوليو 2021       |

## طالع أيضًا
- نقطة تفرد غودزيلا
- المحقق ميت فعلا (رواية خفيفة)
- 86 (رواية خفيفة)
- أعظم مغتال في العالم يتجسد كنبيل في عالم اخر
- جوران: أميرة الثلج والدم
- معركة بعد 5 ثواني من اللقاء
- الأنمي في 2020

## روابط خارجية
- الموقع الرسمي للمانغا على موقع مجلة يونغ جمب (باليابانية).
- الموقع الرسمي للأنمي (باليابانية).
- شادوز هاوس  في شبكة أخبار الأنمي